# Zacarias López Debesa
Zacarias López Debesa (Saragossa, 22 de març de 1879 - Madrid, Castella, 22 de març de 1938) fou un compositor aragonès.
Restà cec al cap de poc de néixer i als vuit anys començà la seva educació musical, tenint per mestre Enrique Malumbres. El 1891 donà un concert de piano a Madrid davant de la infanta Isabel, la qual li concedí una pensió per a poder perfeccionar-se en els seus estudis, al qual efecte rebé lliçons de piano per Pérez Irache, i d'harmonia i composició musical tingué per professor en Llanos, i posteriorment fou el seu mestre el compositor del Conservatori madrileny Felipe Espino.
Guanyà, com a pianista, un concurs organitzat a Madrid per la casa Ortiz & Cussó. Estava dotat d'una memòria musical prodigiosa, posseint un repertori de més de 1.000 obres pertanyents als més diversos gèneres. Els seus autors predilectes eren Richard Wagner, Ludwig van Beethoven i Johann Sebastian Bach, les partitures dels quals sabia interpretar al piano amb una perfecció inigualable.
Compongué:
Obra per a piano;
- El cautivo, Sobre el Ebro, (1909), posteriorment instrumentada per a banda (1924), Andalucia, Danzas Tibetianas, Aragón no rebla nunca, Jota, Acuarelas (1930), Ballesteros pasdoble torero per a piano, dedicat a Florentino Ballesteros.

També va compondre:
- Valsos (1902) i una Marxa, commemorativa del III Centenari de la Publicació del Quixot,

Lirica:
- Ángeles (1902), El zagalillo (1904; estrenada el 1917), La cruz de los Rosales (1918) fou el seu èxit més important i situa l'accio, com en l'obra anterior, a l'Aragó.

De cambra:
- Sextet en sol major.

Religiosa:
- Missa a 4 veus; Tantum Ergo, Salve,